# Spy
Spy (německy Spie) jsou vesnice, část Nového Město nad Metují v okrese Náchod. Nachází se 1,5 km na jih od historického jádra Nového Města nad Metují. Prochází zde silnice I/14. V roce 2009 zde bylo evidováno 90 adres. V roce 2001 zde trvale žilo 186 obyvatel.
Spy je také název katastrálního území o rozloze 3,32 km2.

## Historie
První písemná zmínka o Spech pochází z roku 1406. V letech 1545 až 1848 patřily Spy k novoměstskému panství. V roce 1848 získaly samostatnost a z této doby pocházejí i první sepské písemné materiály. S Novým Městem nad Metují se obec opět sloučila v roce 1960 a to po rozhodnutí obyvatel.

### Exulanti

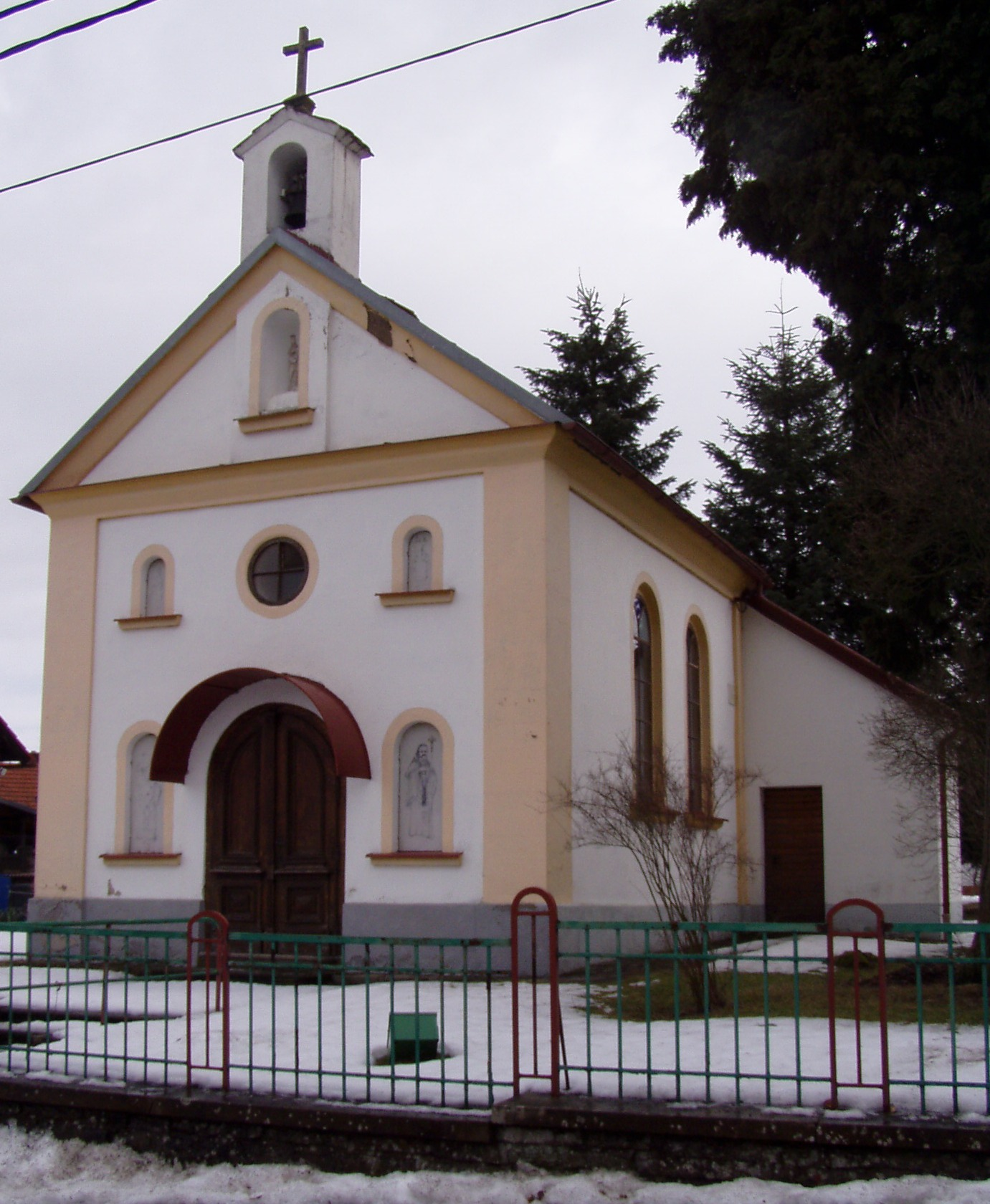
Kaple Panny Marie

V době pobělohorské během slezských válek emigrovaly z náboženských důvodů celé rodiny do pruského Slezska. Dělo se tak pod ochranou vojska pruského krále Fridricha II. Velikého. Hromadnou emigraci nekatolíků zpočátku organizoval Jan Liberda a zprostředkoval ji generál Christoph Wilhelm von Kalckstein. Z obce Spy prokazatelně uprchl v roce 1742 přes městečko Münsterberg v pruském Slezsku: 
- Jiřík Kňourek (Knowrek, Knaurek, Knorrek) nar. 28.3.1717 ve Spy u Nového Města nad Metují. Současně s ním odešli i Kňourek Jan, Martin a Matěj z Bohuslavic a okolí. Tito uprchlíci patří mezi zakladatele obce Husinec, což byla první česká exulantská kolonie v pruském Slezsku. Jiřík Kňourek zemřel v Husinci 13.5.1786. Část jeho rodiny v Husinci zůstala a po 2. světové válce se vrátila do staré vlasti.

## Pamětihodnosti
- Kaple Panny Marie
- Roubenky

## Další fotografie

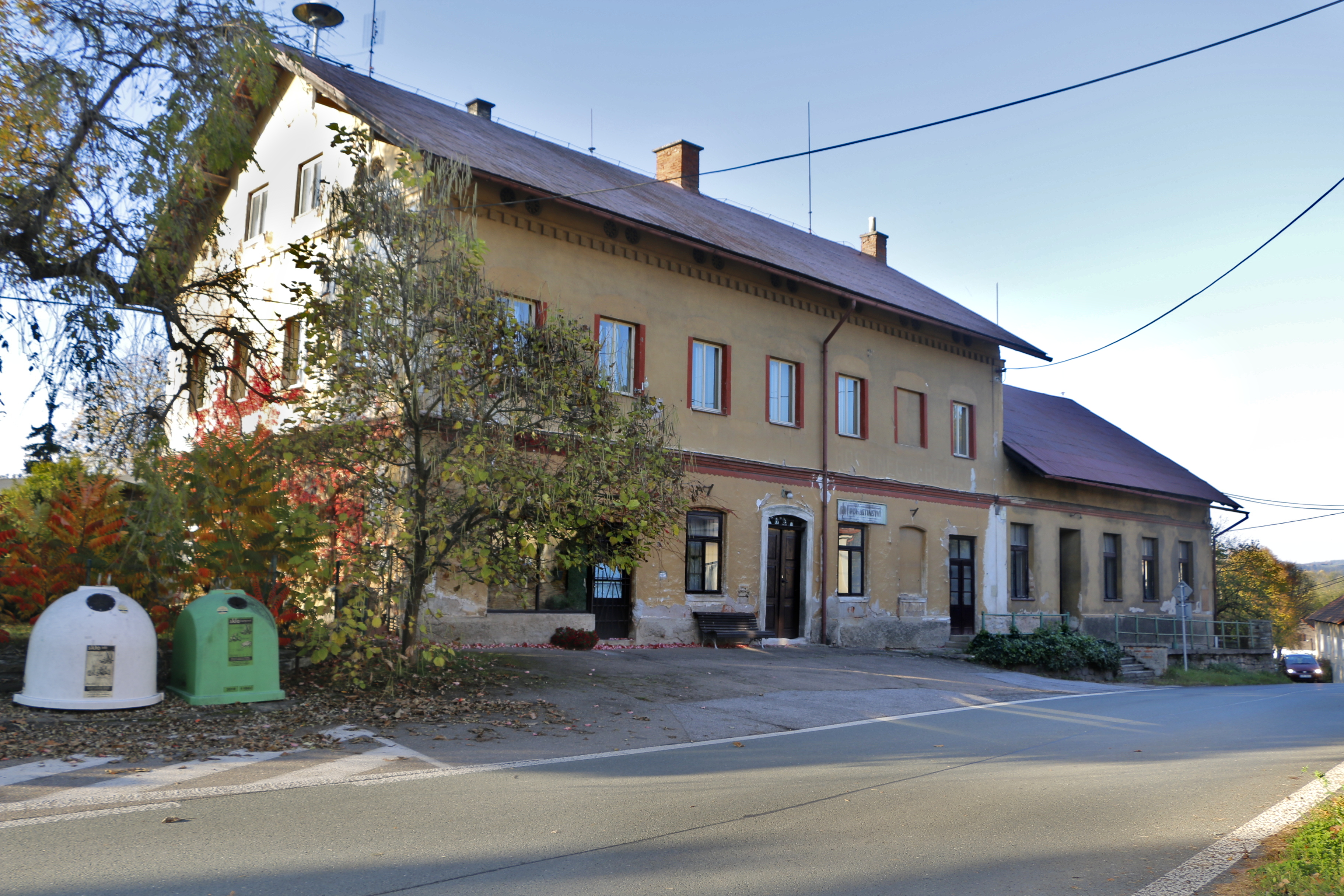
Dům čp. 1
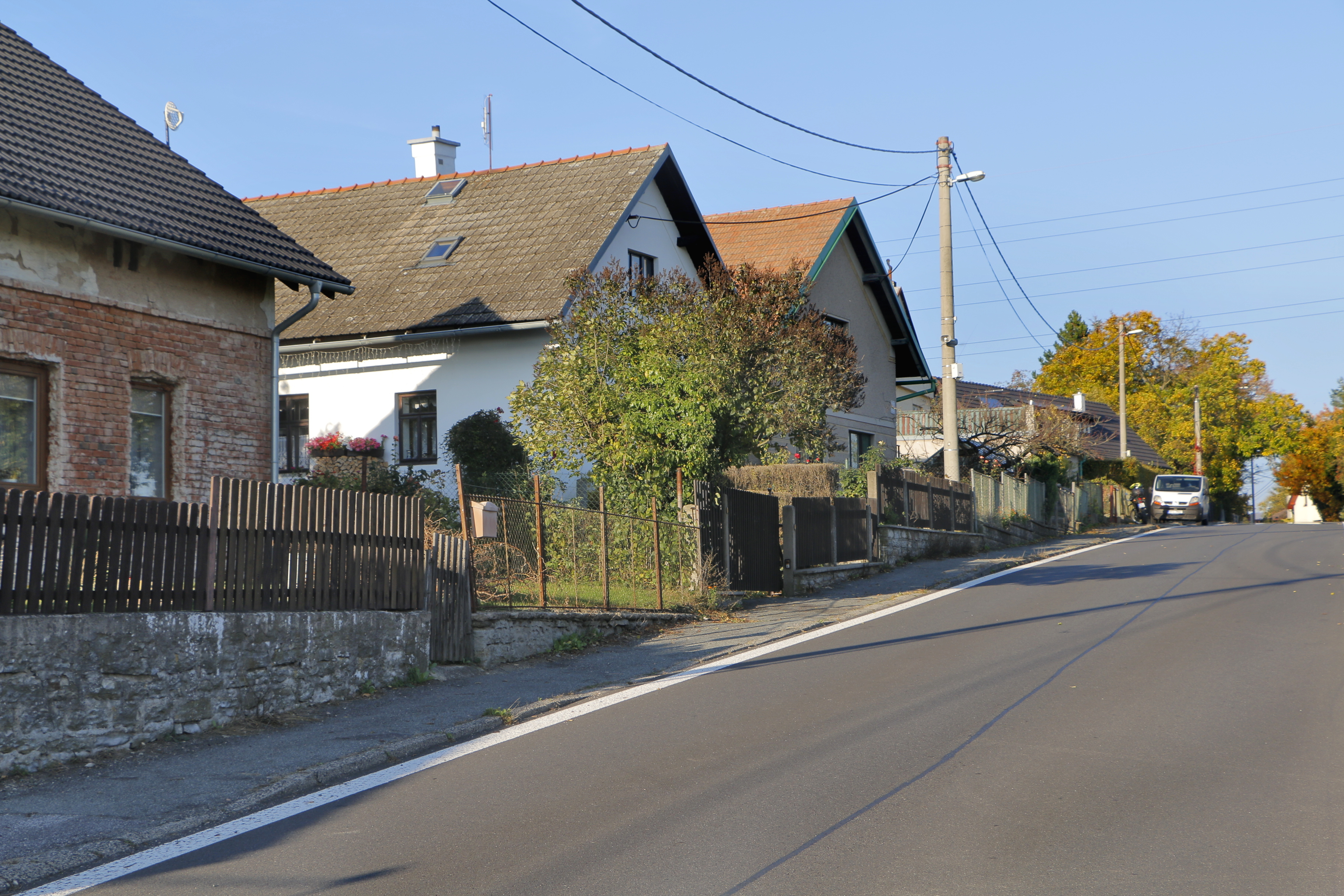
Ulice Na Drahách
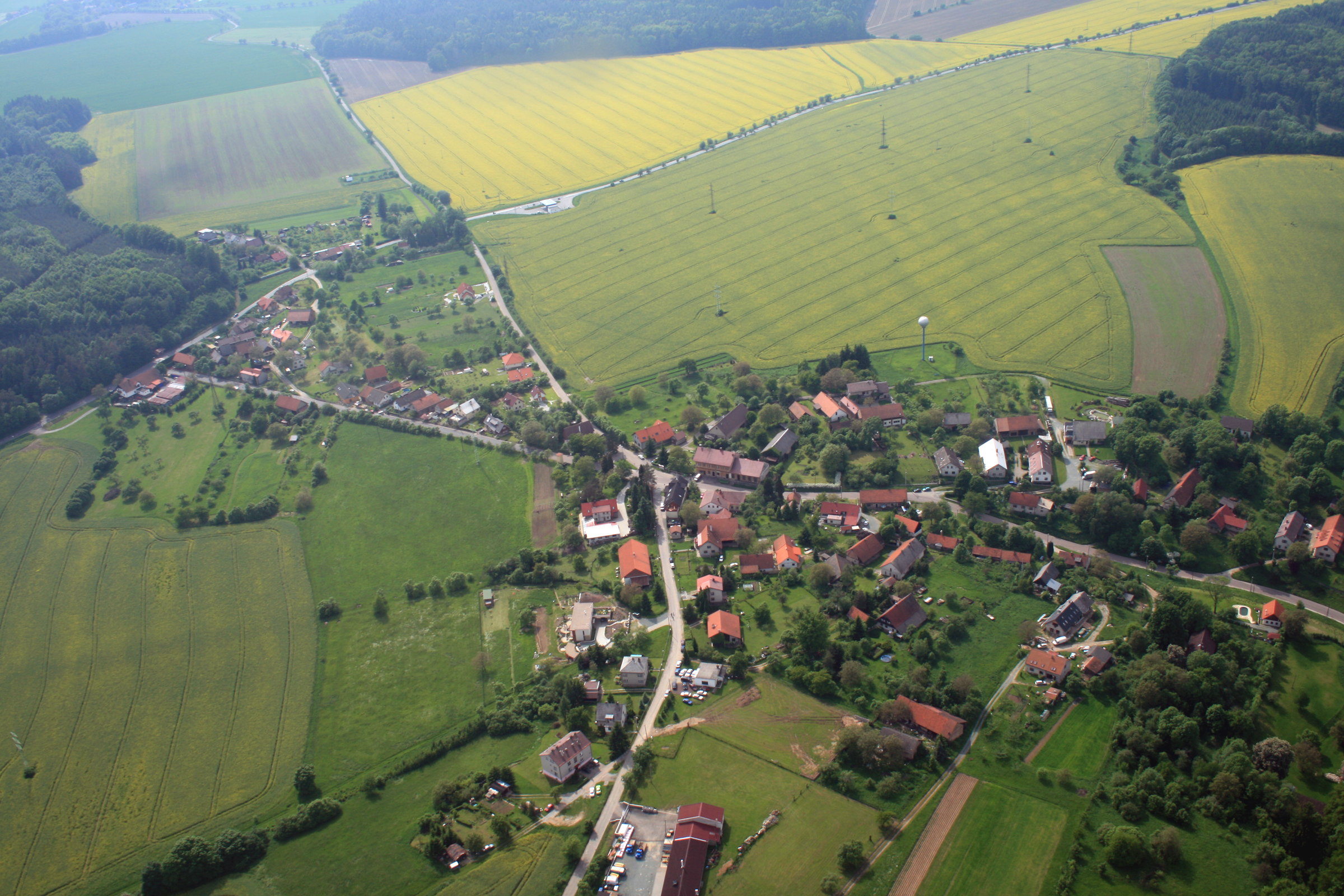
Letecký pohled
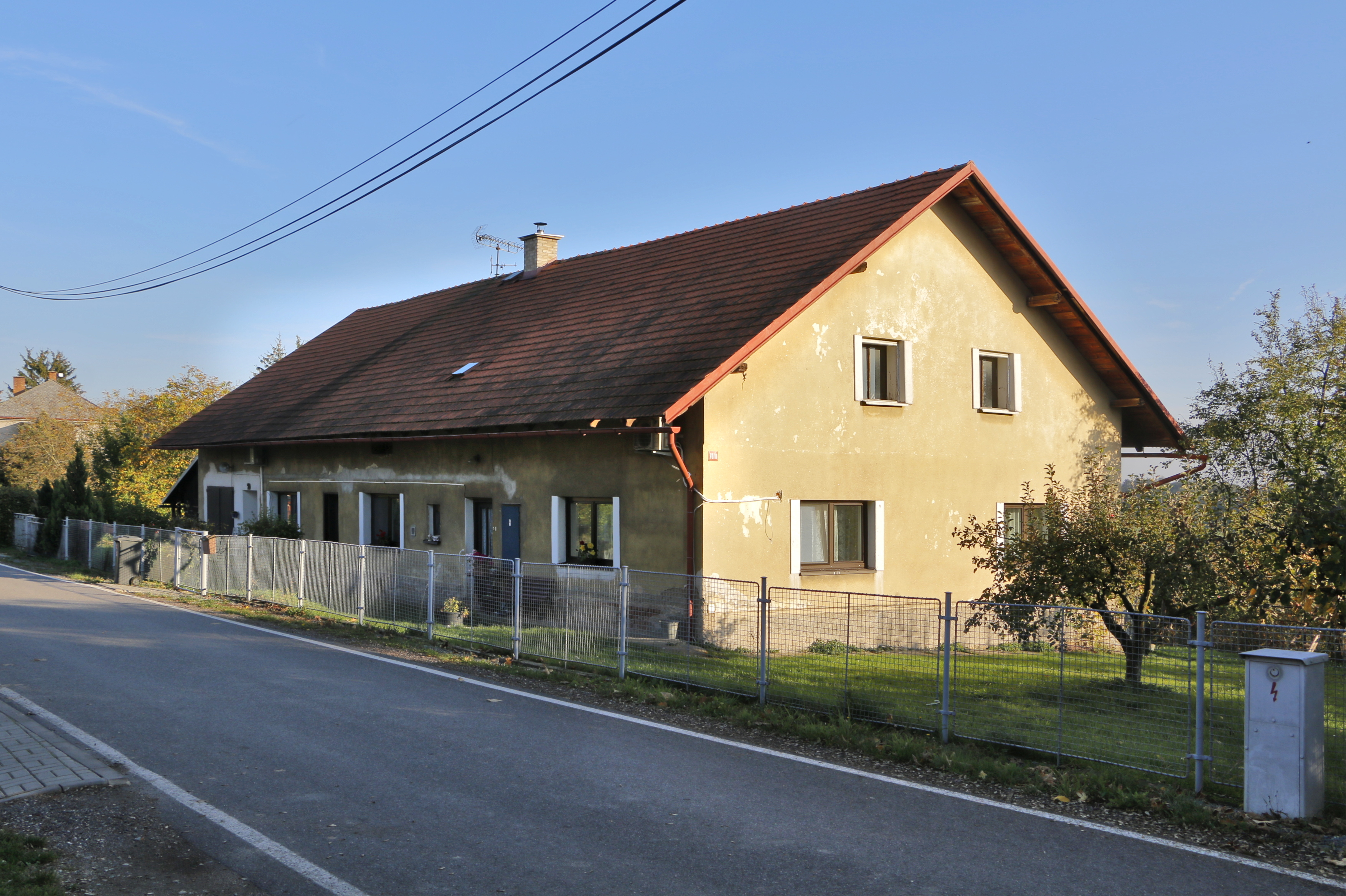
Dům v Chlístovské ulici